# Serhi Priadun
Serhi Anatoliyovych Priadun –en ucraniano, Сергій Анатолійович Прядун– (Krasnopavlivka, 11 de octubre de 1974) es un deportista ucraniano que compitió en lucha libre. Ganó tres medallas en el Campeonato Europeo de Lucha entre los años 2003 y 2007.

## Palmarés internacional
| Campeonato Europeo | Campeonato Europeo | Campeonato Europeo | Campeonato Europeo |
| Año                | Lugar              | Medalla            | Categoría          |
| ------------------ | ------------------ | ------------------ | ------------------ |
| 2003               | Riga (Letonia)     | Medalla de plata   | 120 kg             |
| 2004               | Ankara (Turquía)   | Medalla de bronce  | 120 kg             |
| 2007               | Sofía (Bulgaria)   | Medalla de plata   | 120 kg             |